# Ungarns fodboldlandshold
Ungarns fodboldlandshold er Ungarns nationale fodboldhold, og er administreret af Ungarns fodboldforbund. Det ungarske fodboldforbund blev stiftet i 1901, og blev medlem af FIFA i 1906. Det er et berømt og traditionsrigt landshold, som var en af en af verdens bedste fodboldnationer op gennem 1950'erne, hvor det ungarske landshold med Ferenc Puskás i spidsen stod for en ny innovativ fodboldstil. Landet har kvalificeret sig til 9 VM-slutrunder, men holdet har ikke formået i nyere tid at leve op til storhedstiderne. Således var EM i 2021 den første større turnering Ungarn deltog i siden 1986. Ungarns hjemmebane er Puskás Ferenc Stadion i Budapest.

## Rekorder
- Tabende finalist i VM i 1938 og 1954.
- Bedste resultat i EM: Nr. 3 i 1964.

## VM-resultater
| VM   | Resultat                                      |
| ---- | --------------------------------------------- |
| 1930 | Takkede nej til VM-invitation                 |
| 1934 | Kvalificeret til VM, slået ud i kvartfinalen  |
| 1938 | Kvalificeret til VM, tabende finalist         |
| 1950 | Deltog ikke i kvalificeringen til VM          |
| 1954 | Kvalificeret til VM, tabende finalist         |
| 1958 | Kvalificeret til VM, slået ud i gruppespillet |
| 1962 | Kvalificeret til VM, slået ud i kvartfinalen  |
| 1966 | Kvalificeret til VM, utslått i kvartfinalen   |
| 1970 | Slået ud i kvalifikation til VM               |
| 1974 | Slået ud i kvalifikation til VM               |
| 1978 | Kvalificeret til VM, slået ud i gruppespillet |
| 1982 | Kvalificeret til VM, slået ud i gruppespillet |
| 1986 | Kvalificeret til VM, slået ud i gruppespillet |
| 1990 | Slået ud i kvalificeringen til VM             |
| 1994 | Slået ud i kvalificeringen til VM             |
| 1998 | Slået ud i kvalificeringen til VM             |
| 2002 | Slået ud i kvalificeringen til VM             |
| 2006 | Slået ud i kvalificeringen til VM             |
| 2010 | Slået ud i kvalificeringen til VM             |
| 2014 | Slået ud i kvalificeringen til VM             |
| 2018 | Slået ud i kvalificeringen til VM             |
| 2022 | Slået ud i kvalificeringen til VM             |

## EM-resultater
| EM   | Resultat                                            |
| ---- | --------------------------------------------------- |
| 1960 | Slået ud i kvalificeringen til EM                   |
| 1964 | Kvalificeret til EM, slået ud i semifinalen (nr. 3) |
| 1968 | Slået ud i kvalificeringen til EM                   |
| 1972 | Kvalificeret til EM, slået ud i semifinalen (nr. 4) |
| 1976 | Slået ud i kvalificeringen til EM                   |
| 1980 | Slået ud i kvalificeringen til EM                   |
| 1984 | Slået ud i kvalificeringen til EM                   |
| 1988 | Slået ud i kvalificeringen til EM                   |
| 1992 | Slået ud i kvalificeringen til EM                   |
| 1996 | Slået ud i kvalificeringen til EM                   |
| 2000 | Slået ud i kvalificeringen til EM                   |
| 2004 | Slået ud i kvalificeringen til EM                   |
| 2008 | Slået ud i kvalificeringen til EM                   |
| 2012 | Slået ud i kvalificeringen til EM                   |
| 2016 | Kvalificeret til EM, slået ud i 1/8 finale          |
| 2020 | Kvalificeret til EM, slået ud i Gruppespilet        |